# Endless Party
Endless Party is een ep van de Belgische postpunkband Whispering Sons, tevens hun allereerste uitgave. Op 15 december 2015 werd het voor Wool-E uitgegeven. De ep heeft een lengte van 28 minuten en 52 seconden en omvat zes nummers. 

## Ontvangst
Endless Party werd door fans en critici over het algemeen heel goed ontvangen. Eind 2015 kwam het uit op het Gentse Wool-E Tapes, later als reissue van Minimal Maximal. Beide verkochten uit in minder dan een maand. Volgens Indiestyle “Gaan de nummers perfect in elkaar over, zonder dat er eentje uit de boot valt” Dansende Beren beschreef de EP als “Zwoel maar tegelijk ook huiveringwekkend. Het is een EP die je van alle soorten donkere New Wave laat proeven. De constante drumsound en de wederkerende gitaren laten je toch genieten van de muziek.”
Na de uitgave van de EP kreeg Whispering Sons ook al wat aandacht vanuit het buitenland. Zo ontstond er in Duitsland een redelijke ‘fanbase’ en mocht er zelfs al een concert in Portugal gegeven worden. 

## Tracklist
1. Shadow (4:03)
2. Midlife (4:30)
3. Time (5:42)
4. The Night (4:20)
5. Insights (4:45)
6. Wall (5:38)

## Bezetting
- Fenne Kuppens – Zang
- Kobe Lijnen – Gitaar
- Lander Paesan – Basgitaar
- Sander Pelsmaekers – Drums
- Sander Hermans – Toetsen